# Guadalcanal (Schiff, 1963)
Die USS Guadalcanal (LPH-7) war ein zur Iwo-Jima-Klasse gehörendes amphibisches Angriffsschiff der United States Navy, das im Juli 1963 in Dienst gestellt wurde. Es blieb bis August 1994 im aktiven Dienst, gehörte anschließend der Reserveflotte an und wurde im Mai 2005 als Zielschiff versenkt.

## Geschichte
Die Guadalcanal wurde am 21. Dezember 1959 als dritte Einheit der Iwo-Jima-Klasse in Auftrag gegeben und am 1. September 1961 in der Werft der Philadelphia Naval Shipyard auf Kiel gelegt. Der Stapellauf erfolgte am 16. März 1963. Am 20. Juli 1963 wurde die Guadalcanal unter dem Kommando von Captain Dale K. Peterson in Dienst genommen. Das Schiff war nach der Guadalcanal die zweite Einheit der United States Navy dieses Namens, der seinen Ursprung in der Schlacht um Guadalcanal hat.
Nach Probefahrten trat die Guadalcanal dem United States Fleet Forces Command bei. Ab Oktober 1963 erfolgten für sechs Wochen Übungseinsätze in der Bahía de Guantánamo, gefolgt von einer Landungsübung an Strand von Onslow Beach in North Carolina im Dezember. Ab Februar 1964 war das Schiff vor Panama stationiert, ehe es nach einem Werftaufenthalt in Philadelphia an einer Übung der NATO an den Stränden Südspaniens teilnahm.
Einen ihrer bekanntesten Einsätze hatte die Guadalcanal am 21. Juli 1966 bei der Bergung der Raumkapsel von Gemini 10 nach ihrer Landung im Atlantik östlich von Cape Kennedy. Am 13. März 1969 barg das Schiff vor den Bahamas zudem die Raumkapsel von Apollo 9.
1987 diente die Guadalcanal als Minenabwehrfahrzeug im Persischen Golf, die das iranische Landungsschiff Iran Ajr dort gelegt hatte. Die Fregatte Samuel B. Roberts lief im April 1988 auf eine dieser Minen und wurde schwer beschädigt. Die Iran Ajr selbst wurde im September 1987 von der United States Navy in Beschlag genommen und versenkt. 1991 kehrte die Guadalcanal in den Persischen Golf zurück, um die US-Truppen während des Zweiten Golfkriegs zu versorgen.
Das Schiff war in seiner Dienstzeit mehrfach in Unfälle verwickelt. Am 1. November 1966 starben drei Besatzungsmitglieder beim Absturz eines UH-2B-Seasprite-Hubschraubers kurz nach dem Start vom Flugdeck. Am 9. Mai 1968 lief die Guadalcanal aufgrund eines Antriebsfehlers vor North Carolina auf Grund. Am 27. Januar 1976 lief sie erneut auf Grund, diesmal auf ein Korallenriff vor Sizilien. Die Bergungsarbeiten hierbei dauerten drei Tage lang an. Am 17. September 1981 stürzte während einer Übung vor Sardinien ein Sikorsky CH-53 des Schiffes ab, wodurch alle fünf Besatzungsmitglieder an Bord starben. Zudem kollidierte die Guadalcanal zweimal mit Versorgungstankern während des Auftankens: Am 24. September 1981 vor Sardinien mit der USS Waccamaw (AO-109) und am 25. Mai 1993 vor Cape Hatteras mit der USS Monongahela (AO-178).
Am 31. August 1994 wurde die Guadalcanal nach 31 Dienstjahren ausgemustert und in die Reserveflotte am James River verlegt. Eine im September 2001 zunächst beschlossene Erhaltung als Museumsschiff beim Intrepid Sea, Air & Space Museum blieb unverwirklicht. Die Guadalcanal lag mehr als 10 Jahre in der Reserveflotte, ehe sie am 19. Mai 2005 als Zielschiff für Übungsschießen bei den Virginia Capes in der Chesapeake Bay versenkt wurde.